# Bowling Green (Nova Iorque)
Bowling Green é um pequeno parque público no Distrito Financeiro de Lower Manhattan, Nova York, no extremo sul da Broadway, ao lado da localização original do forte holandês de Nova Amsterdã. Foi construído em 1733, originalmente incluindo um verdadeiro bowling green (local para pista de boliche), é o parque público mais antigo da cidade de Nova York e até hoje conta com sua cerca original do século XVIII. A icônica escultura do Touro de Wall Street está localizada em seu extremo norte.
Bowling Green Fence and Park está listado no Registro Nacional de Lugares Históricos dos EUA desde 1980.

## História

### Era colonial
O parque começou como um centro de atividades na cidade durante a fundação da Nova Amsterdã. Servia como mercado de gado entre 1638 e 1647 e era também palco para Desfile militar. Em 1675, o Conselho de cidade designou que ali seria um mercado anual de "grãos, gado e outros produtos do país". Em 1677, o primeiro poço público da cidade foi cavado na frente ao Fort Amsterdam em Bowling Green.
Em 21 de agosto de 1770, o governo britânico ergueu uma estátua equestre de 1800 kg do rei George III em Bowling Green; O rei estava vestido com roupas romanas ao estilo da Estátua equestre de Marco Aurélio. A estátua tinha sido encomendada em 1766, juntamente com uma estátua de William Pitt, do proeminente escultor londrino Joseph Wilton, como uma celebração da vitória após a Guerra dos Sete Anos. Depois disso houve uma rápida deterioração das relações com a mãe pátria em 1770, assim a estátua tornou-se um imã para os protestos em Bowling Green; Em 1773, a cidade passou por uma lei anti-grafite e anti- profanação para combater o vandalismo contra o monumento, e uma cerca protetora feita em ferro fundido, que ainda permanece até os dias de hoje como a cerca mais antiga de Nova York foi construída ao longo o perímetro do parque para proteger a estátua.
Em 9 de julho de 1776, depois de a Declaração de Independência ser lida para as tropas de George Washington no atual local da Câmara Municipal, membros dos Filhos da Liberdade correram pela Broadway até Bowling Green, onde ordenaram que seus escravos africanos derrubassem a estátua do rei George III. Os retículos de vedação de coroas de ferro fundido na cerca de proteção foram cortados, sendo que as marcas de serras usadas podem ser vistas até hoje. O evento é uma das imagens mais duradouras da história da cidade. De acordo com o folclore, a estátua foi cortada e enviada para uma fundição de Connecticut sob a direção de Oliver Wolcott. A cabeça da estátua deveria ter sido desfilada pela cidade, mas foi recuperada pelos lealistas e enviada para a Inglaterra. Oito partes da estátua principal são preservadas na Sociedade Histórica Nova-York; uma outra está no Museu da Cidade de Nova York e outra em Connecticut O evento foi retratado ao longo dos anos em várias obras de arte, incluindo uma pintura de 1854 de William Walcutt e uma pintura de Johannes Adams Simon Oertel de 1859.

### Era pós-colonial
A laje de mármore do pedestal da estátua foi usada pela primeira vez para uma lápide de um Major, John Smith da Guarda Negra, que morreu em 1783; Quando o túmulo de Smith foi nivelado em 1804, a laje se transformou num passo de pedra em duas mansões sucessivas; Em 1880, a inscrição foi redescoberta e a laje foi transferida para a Sociedade Histórica de Nova York. A base do monumento pode ser vista no fundo do retrato de George Washington pintado por John Trumbull em 1790, conservado na Câmara Municipal.

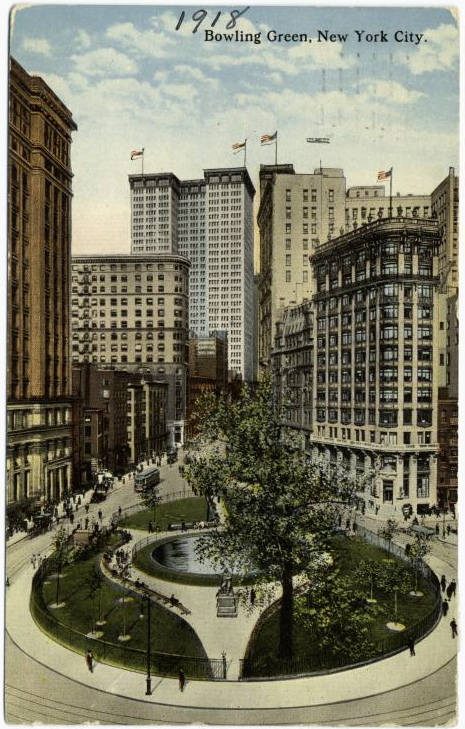
Bowling Green em 1918

Após a Revolução, os restos do forte em frente ao Bowling Green foram demolidos em 1790 e parte dos escombros foram usados para expandir o Battery Park ao oeste. Em seu lugar, uma grande "Casa do Governo" foi construída, adequada e esperada para ser uma "Casa do Presidente", com um pórtico de quatro colunas de frente para o Bowling Green. O governador John Jay a habitou mais tarde. Quando a capital do estado foi transferida para Albany, o prédio serviu como uma casa de pensão e, em seguida, como uma casa de cobrança dos impostos aduaneiros antes de ser demolida em 1815. Casas elegantes foram construídas ao redor do parque, que permaneceu em grande parte sob domínio privado dos moradores.

### Séculos XX e XXI
O parque sofreu negligência após a Segunda Guerra Mundial, mas foi restaurado pela cidade na década de 1970 e agora é uma das praças mais viajadas da cidade. A Cerca e o Parque Bowling Green foram listados no Registro Nacional de Lugares Históricos dos EUA em 1980.
Em 1982, o Irish Institute of New York instalou uma placa no parque Bowling Green comemorando um importante desafio de liberdade religiosa que ocorreu em Manhattan. O reverendo Francis Makemie, que é um fundador do presbiterianismo americano, desafiou Lord Cornbury pregando na casa de William Jackson perto do parque. Ele foi preso e acusado de pregar uma "doutrina perniciosa", mas depois acabou sendo absolvido.
Em 1989, a escultura do Touro de Wall Street de Arturo Di Modica foi instalada na ponta norte do parque pelo Departamento de Parques e Recreação da Cidade de Nova York depois de ter sido confiscada pela polícia após sua instalação ilegal na Wall Street. A escultura tornou-se um dos marcos mais amados e reconhecíveis do Distrito Financeiro.
Em março de 2017, Bowling Green foi co-nomeado Evacuation Day Plaza, que foi marcado pela construção de um letreiro luminoso, comemorando a localização de um evento crucial na Guerra Revolucionária Americana que acabou com uma brutal ocupação de 7 anos pelas Tropas britânicas. Em 25 de novembro de 1783, depois que um soldado dos EUA conseguiu arrancar a bandeira britânica em Bowling Green e substituí-la pela Stars and Stripes - uma façanha aparentemente difícil. Quando os britânicos embarcaram em navios de volta para a Inglaterra, o general George Washington liderou triunfalmente o Exército Continental através de Manhattan até Bowling Green e assim testemunhar as últimas tropas britânicas que deixavam Lower Manhattan.

## Descrição e arredores

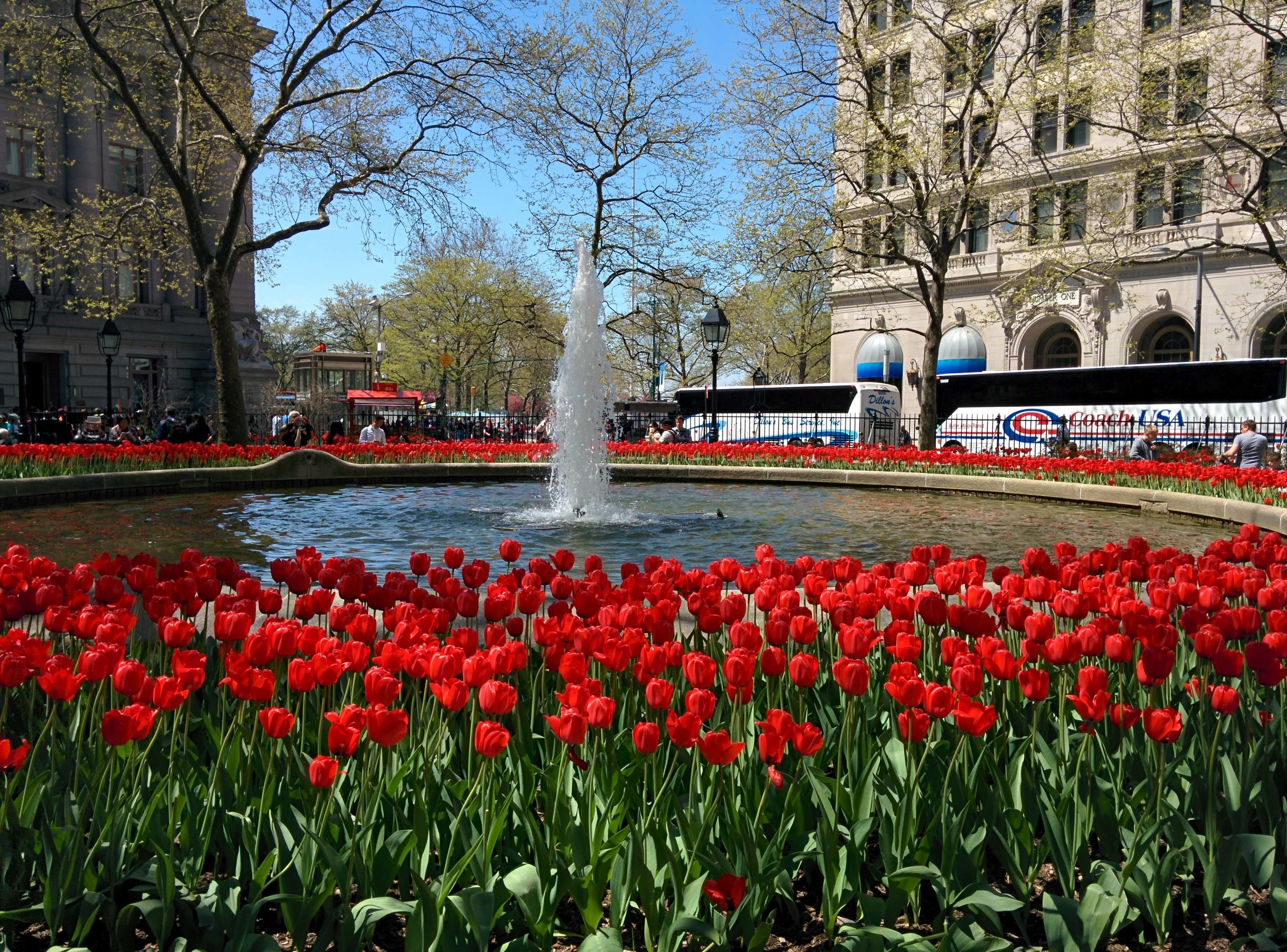
A fonte de Bowling Green, na primavera de 2014

O parque é uma praça em forma de lágrima formada pela ramificação da Broadway à medida que se aproxima da Rua Whitehall. O parque é uma área gramada cercada com bancos que são destinos populares para o almoço de trabalhadores no Distrito Financeiro. Há uma fonte no centro.
A extremidade sul da praça é delimitada pela entrada da frente da Alfândega Alexander Hamilton, que abriga o Centro George Gustav Heye para a Instituição Smithsonian do Museu Nacional do Índio Americano e do Tribunal de Falências dos Estados Unidos para o Distrito do Sul de Nova York (Divisão de Manhattan). Anteriormente, havia uma rua pública ao longo do lado sul do parque, também chamada "Bowling Green", mas, como essa área era necessária para uma entrada moderna da estação de metrô do parque, ela acabou sendo eliminada e pavimentada com paralelepípedos. A estação do metrô da linha da Avenida Lexington, inaugurado em 1905 e servindo as rotas 4 e 5, está localizado sob a praça. As entradas que datam de 1905 e as renovações mais recentes estão localizadas em e perto.
O valor urbanístico do espaço é criado pelos arranha-céus e outras estruturas que o cercam (listados abaixo no sentido horário do parque):
- Alexander Hamilton U.S. Custom House ao sul
- Bowling Green Building, no número 11 da Broadway
- Cunard Building, no número 25 da Broadway
- International Mercantile Marine Co. Building, no número 1 da Broadway
- Standard Oil Building, no número 26 da Broadway

## Esculturas
O Touro de Wall Street é uma escultura de bronze com 3.200 kg e 3,4 m de altura em Bowling Green. A obra foi feita por Arturo Di Modica e instalada em 1989. A escultura representa um touro, símbolo do otimismo financeiro agressivo e da prosperidade, ele está com a cabeça abaixada como se estivesse pronto para atacar. A escultura é um destino turístico popular que atrai milhares de pessoas todos os dias, bem como "uma das imagens mais emblemáticas da cidade de Nova York" e um "ícone de Wall Street" que simboliza a "Wall Street" e todo o distrito financeiro de Manhattan.
Em 2017, outra escultura de bronze, "Fearless Girl", foi instalada em frente ao touro. Projetada pela escultora Kristen Visbal, o trabalho foi saudado pela sua mensagem feminista. A estátua de "Fearless Girl", que foi encomendada pela State Street Global Advisors como uma forma de chamar a atenção para as disparidades de remuneração entre homens e mulheres e a falta de mulheres nos conselhos do setor financeiro corporativo, foi instalada em 7 de março de 2017. A estátua, que inicialmente descrevia uma menina desafiadora posando como uma afronta ao Touro de Wall Street, acabou sendo removida em 28 de novembro de 2018, sendo posteriormente instalada em frente à Bolsa de valores de Nova York no dia 10 de dezembro de 2018.
Em maio de 2017, o artista Alex Gardega instalou uma pequena estátua de um cão urinando junto à estátua de "Fearless Girl". Gardega disse que criou o Sketchy Dog como um ato de solidariedade ao artista Arturo Di Modica, que criou a icônica estátua do Touro de Wall Street. Após aproximadamente três horas, Gardega tirou sua estátua do local. Gardega descreveu a estátua de "Fearless Girl" como "sem sentido corporativo" e "desrespeito ao artista que fez o touro".
No mês de outubro de 2021 uma escultura do gorila Harambe, assassinado em 2016 após um menino de três anos cair em seu recinto no Zoológico de Cincinnati, foi instalada em Bowling Green em frente ao Touro de Wall Street. A instalação da escultura foi realizada por fundadores da Sapien.Network, uma plataforma de rede social em desenvolvimento, e teve como objetivo destacar a disparidade de riqueza entre o público americano e negócios de Wall Street. Junto com a escultura foram colocadas também várias bananas em volta do touro.

## Ligações Externas
- NYC Parks (em inglês)